# Platylister rosselensis
Platylister rosselensis är en skalbaggsart som först beskrevs av Lewis 1905.  Platylister rosselensis ingår i släktet Platylister och familjen stumpbaggar. Inga underarter finns listade i Catalogue of Life.